# Thorvald Hansen
Pour les articles homonymes, voir Hansen.
Thorvald Hansen, né le 15 avril 1884 à Oslo et mort le 14 décembre 1946, est un coureur du combiné nordique norvégien. 

## Biographie
Originaire d'Oslo, il représente le club Start. Il remporte la course de combiné nordique du Festival de ski d'Holmenkollen en 1905, puis en 1909, où il est récompensé par la Médaille Holmenkollen.
Il devient également juge dans les compétitions de Holmenkollen.